# 東海村 (千葉県市原郡)
東海村（とうかいむら）は、かつて千葉県市原郡に存在し、昭和の大合併により廃止された村。現在の市原市北西部（五井地区）に位置している。

## 地理
市原郡（郡域はほぼ現在の市原市と重なる）の北西部に位置した村である。1916年時点で、北から東にかけて五井町、東に海上村、西は姉崎町、北西に千種村と接した。
1916年（大正5年）に編纂された『千葉県市原郡誌』によれば、海保（かいほ）、町田（まちだ）、二十五里（廿五里、ついへいじ）、野毛（のげ）、島野（しまの）、飯沼（いいぬま）の6区（いずれも町村制施行以前の旧村＝大字）からなっていた。これらの大字は、現在の市原市の大字として存続している。
東海村は南北に長い形状をしており、村域南部（海保区の南部）は丘陵地帯であり、姉崎丘陵の一角に当たる。おおむね村域の北東縁を養老川が流れており（一部右岸にも村域が広がる）、村域北部には養老川下流の平野がひろがっている。養老川は農業に適した土壌と水利をもたらす一方、歴史上多くの水害をももたらし、たびたび流路を変えた。養老川とその旧河道群の治水と利水は大きな課題であった。

## 歴史
東海村は、1889年（明治22年）の町村制施行にともない市原郡廿五里村・野毛村・町田村・海保村・島野村・飯沼村が合併して発足した。「前史」節では、そこに至るまでのこの地域の状況を概説する。町村制以前の各村（各大字）の詳細については、それぞれの項目を参照のこと。

### 前史

#### 前近代
海保一帯は、古代に上海上国造（上菟上国造。のち海上郡）の中心地のひとつであったといい、海保大塚古墳（姉崎古墳群の一つ）がある。『延喜式』には海上郡の神社として、姉埼神社（姉崎）とともに当村域内の島野に鎮座する島穴神社を掲載している。古代の養老川は島穴神社の近傍を流れ、青柳で東京湾に注いでいたと考えられている。
律令郡制が崩壊すると、海上郡は海北郡・佐是郡・真野郡（馬野郡）といった中世的郡単位へと細分化された。海保という地名は一説に海北（かいほ）が転じたものといい、海北郡を海保郡と記した史料もある。江戸時代初期、海上郡に端を発する諸郡（海北郡・佐是郡）と、古代市原郡に端を発する諸郡（市東郡・市西郡）が「市原郡」としてまとめられる。

#### 明治初年から町村制施行まで
大政奉還後の明治元年（1867年）、当地は菊間藩領となる。明治4年（1871年）に廃藩置県により菊間県、同年末には府県統合によって木更津県所属となり、1873年（明治6年）6月に千葉県所属となった。同年7月、大区小区制のもとで千葉県第5大区の管轄となり、1878年（明治11年）には郡区町村編成法のもとで市原郡役所の管轄地域となった。

### 村史
1889年（明治22年）の町村制施行に伴い、廿五里村・野毛村・町田村・海保村・島野村・飯沼村の6か村が合併して東海村が発足、廿五里に村役場を置いた。おおむね連合戸長役場がさらに集まったものであるが、さきに島野村と連合していた松ヶ島村については千種村の一部となっている。また、この村は当初6か村が合併することから「六郷村」という新村名を届け出ていたが、「東海村」に改めている。村名の由来は伝わっていないが、古代海上郡の東部に位置するからではないかとの推測がある（なお、南東に隣接する村が海上村を称している）。

### 町村制施行以後の行政区画変遷年表
- 1889年（明治22年）4月1日 - 町村制施行に伴い、廿五里村・野毛村・町田村・海保村・島野村・飯沼村が合併し市原郡東海村が発足。
- 1954年（昭和29年）11月3日 - 五井町に編入され消滅。
- 1963年（昭和38年）5月1日 - 五井町、市原町、三和町、姉崎町、市津町が合併し、市原市が発足する。五井町は消滅。

## 教育

### 東海小学校
東海村が発足した1889年（明治22年）、廿五里小学校は東海尋常小学校となり、海保小学校をその分校とした。1892年（明治25年）の小学校令改正にともない、村では尋常小学校の配置の見直しと高等小学校の併置が検討され、字松葉に校舎の新築が行われた。1896年（明治29年）に尋常小学校の移転式が行われ、1897年（明治30年）に高等小学校が開校、「東海尋常高等小学校」となった。
また、1899年（明治32年）には飯沼・島野区の児童を収容する「東海尋常小学校」が設立された。
名称の酷似した両校は、大正14年（1925年）に統合され、廿五里の現在地に移転する（市原市立東海小学校参照）。

### 東海中学校
第二次世界大戦後の学制改革にともない、東海小学校の敷地に東海中学校が設立された。
東海中学校は東海村が廃止されて五井町になった後の1962年、今富（旧海上村域）に移転している。